# Wolfgang Neugebauer (historien, 1953)
Wolfgang Neugebauer (né le 1er mai 1953 à Berlin) est un historien allemand.

## Biographie
Wolfgang Neugebauer étudie l'histoire, les sciences politiques, le droit et l'économie et obtient son diplôme en 1978 avec un Magister Artium. Il obtient son doctorat en 1983 sous la direction d'Otto Büsch et travaille ensuite à la Commission historique de Berlin. En 1991, il termine son habilitation à l'Université libre de Berlin. En 2000, il obtient une chaire d'histoire moderne à l'Université de Wurtzbourg. De 2010 à 2018, il occupe la chaire Alfred Freiherr von Oppenheim (de) pour l'histoire de la Prusse à l'Université Humboldt de Berlin. Aujourd'hui, Neugebauer est retraité, son ancienne chaise est fermée.
Neugebauer est membre à part entière de l'Académie des sciences et des lettres de Berlin-Brandebourg et y dirige le centre « Prusse-Berlin ». Depuis 2004, il dirige le projet d' académie Prusse en tant qu'État culturel. Avec Frank-Lothar Kroll, Neugebauer publie la revue historique Forschungen zur Brandenburgischen und Preußischen Geschichte, l'organe de la Commission historique prussienne. Il est membre de l'Association d'histoire constitutionnelle (de).

## Travaux (sélection)
- Absolutistischer Staat und Schulwirklichkeit in Brandenburg-Preußen. de Gruyter, Berlin / New York  1985 (zugleich: Diss.).
- Politischer Wandel im Osten. Ost- und Westpreußen von den alten Ständen zum Konstitutionalismus. Steiner, Stuttgart 1992 (zugleich: Habil.-Schrift 1991).
- Das preußische Kabinett in Potsdam. Eine verfassungsgeschichtliche Studie zur fürstlichen Zentralsphäre in der Zeit des Absolutismus. In: Jahrbuch für brandenburgische Landesgeschichte, 44, 1993, S. 69–115.
- Die Hohenzollern. Kohlhammer, Stuttgart 1996–2003.
  - Bd. 1: Anfänge, Landesstaat und monarchische Autokratie bis 1740. 1996.
  - Bd. 2: Dynastie im säkularen Wandel, 2003.
- Gustav Schmoller, Otto Hintze und die Arbeit an den Acta Borussica. In: Jahrbuch für brandenburgische Landesgeschichte, 48, 1997, S. 152–202.
- Residenz – Verwaltung – Repräsentation. Das Berliner Schloß und seine historischen Funktionen vom 15. bis 20. Jahrhundert. Verlag für Berlin-Brandenburg, Potsdam 1999.
- Zentralprovinz im Absolutismus. Brandenburg im 17. und 18. Jahrhundert. Berlin-Verlag Spitz, Berlin 2001.
- Geschichte Preußens. Hildesheim u. a. 2004 (TB-Ausgabe, Piper, München / Zürich 2006).
- Preußen in der Historiographie. Epochen und Forschungsprobleme der Preußischen Geschichte. In: Handbuch der Preußischen Geschichte. Bd. 1, Berlin / New York 2009, S. 3–109.
- Brandenburg-Preußen in der Frühen Neuzeit. Politik und Staatsbildung im 17. und 18. Jahrhundert. In: Handbuch der Preußischen Geschichte. Bd. 1, Berlin / New York 2009, S. 113–408.
- Friedrich als Risiko? Friedrich der Große in der Sicht von Untertanen und Geschichtsschreibern. In: Jahrbuch für die Geschichte Mittel- und Ostdeutschlands (de), 56, 2010.
- Wozu preußische Geschichte im 21. Jahrhundert? (= Lectiones Inaugurales, Band 2). Duncker & Humblot, Berlin 2012  (ISBN 978-3-428-13874-6) (mit einem Verzeichnis seiner wissenschaftlichen Veröffentlichungen).
- Otto Hintze. Denkräume und Sozialwelten eines Historikers in der Globalisierung 1861–1940. Schöningh, Paderborn 2015.
- Preußische Geschichte als gesellschaftliche Veranstaltung. Historiographie vom Mittelalter bis zum Jahr 2000. Schöningh, Paderborn 2018  (ISBN 978-3-506-78917-4).

Éditions
- Schule und Absolutismus in Preußen. Akten zum preußischen Elementarschulwesen bis 1806. Berlin / New York 1992 (= Veröffentlichungen der Historischen Kommission zu Berlin, Band 83).
- Handbuch der Preußischen Geschichte. Bd. 3. de Gruyter, Berlin / New York 2001.
- Das Thema „Preußen“ in Wissenschaft und Wissenschaftspolitik des 19. und 20. Jahrhunderts. Duncker & Humblot, Berlin 2006.
- Handbuch der Preußischen Geschichte. Bd. 1. de Gruyter, Berlin / New York 2009. Auszüge
- Kulturstaat und Bürgergesellschaft. Preußen, Deutschland und Europa im 19. und frühen 20. Jahrhundert. Akademie-Verlag, Berlin 2010.
- Oppenheim-Vorlesungen zur Geschichte Preußens an der Humboldt-Universität zu Berlin und der Berlin-Brandenburgischen Akademie der Wissenschaften. Duncker & Humblot, Berlin 2014  (ISBN 978-3-428-14361-0).